# Піца Грандіоза

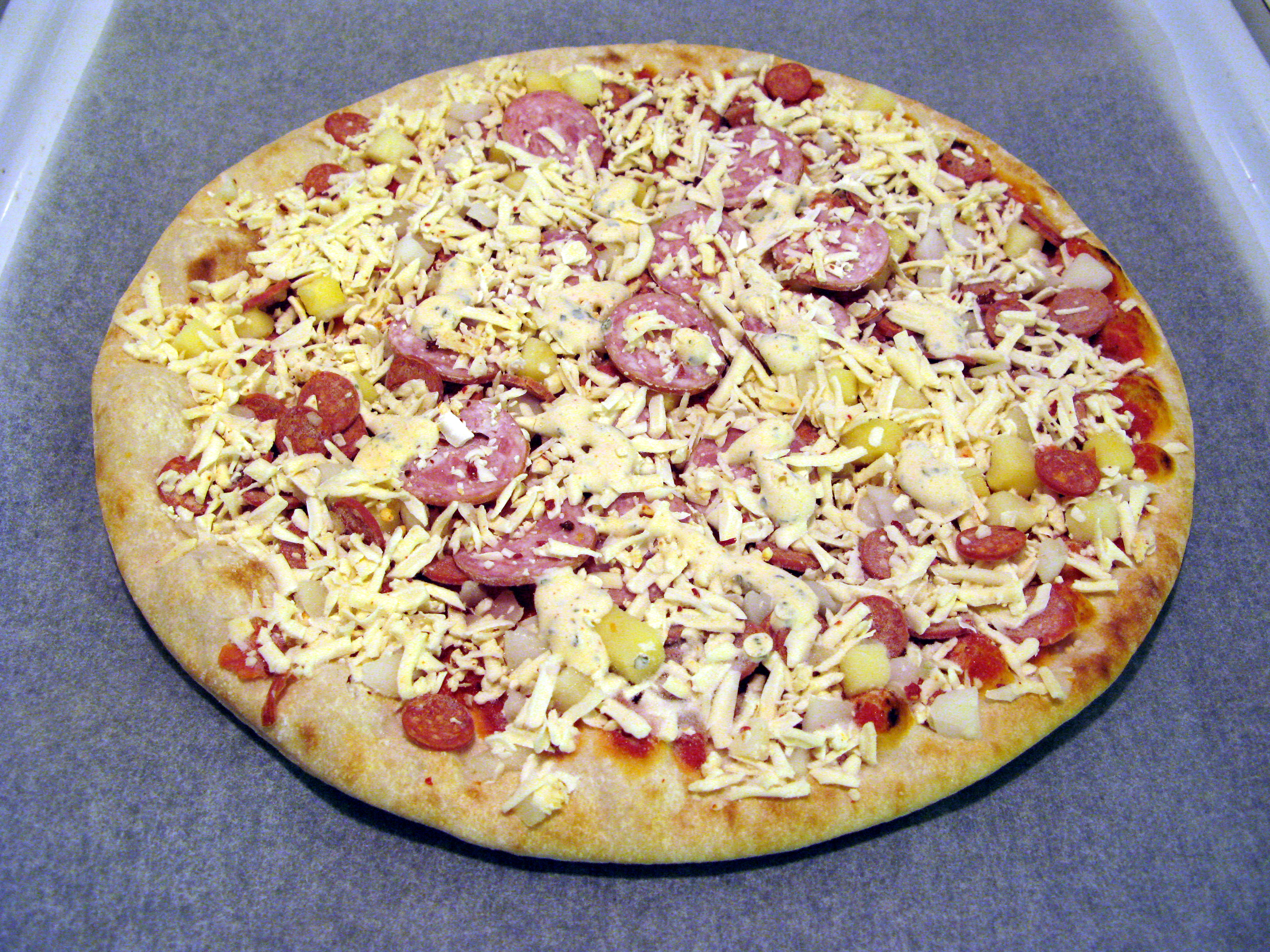
Frozen Grandiosa Doublesalami

Піца Грандіоза — найпопулярніший бренд замороженої піци у Норвегії.

## Історія
Піцу було створено у 1980 році, й це була одна з перших заморожених піц, вироблених у Норвегії.

Зараз вона є найпопулярнішою піцою у Норвегії і дехто навіть називає її «неофіційною національною стравою». Піца також експортується у меншій кількості в сусідні країни: Швецію, Фінляндію, Данію, Польщу, Росію та Ісландію .

У 2005 році Грандіоза отримала власну неофіційну книгу «GrandiosAland».

Також є дві пісні, спеціально написані для реклами піци в Норвегії. У 2006 році вийшла пісня під назвою «Respect for Grandiosa», а трохи пізніше «Full pakke».

## Різновиди піци
Окрім оригінальної піци Грандіоза є також її різновиди:
- Grandiosa Mild Taco
- Grandiosa Pepperoni
- Grandiosa Kjøttdeig & Løk
- Grandiosa Taco
- Grandiosa Pølse & Tomat
- Grandiosa Porsjonspizza
- Grandiosa Lørdagspizza
- Grandiosa Full Pakke
- Grandiosa Speltpizza
- Grandiosa Uten Paprika: Ute på Prøve
- Grandiosa — vår Hjemmelagde